# Ineuil
Ineuil ist eine französische Gemeinde mit 216 Einwohnern (Stand: 1. Januar 2022) im Département Cher in der Region Centre-Val de Loire; sie gehört zum Arrondissement Saint-Amand-Montrond und zum Kanton Châteaumeillant. 

## Geographie
Ineuil liegt etwa 34 Kilometer südsüdwestlich von Bourges am Fluss Étang Villiers. Umgeben wird Ineuil von den Nachbargemeinden Montlouis im Westen und Norden, Saint-Symphorien im Norden und Nordosten, Chambon im Osten, Morlac im Südosten und Süden, Ids-Saint-Roch im Süden, Touchay im Südwesten sowie Lignières im Südwesten und Westen.

## Bevölkerungsentwicklung
| Jahr                       | 1962 | 1968 | 1975 | 1982 | 1990 | 1999 | 2008 | 2019 |
| Einwohner                  | 321  | 346  | 273  | 269  | 240  | 248  | 259  | 226  |
| Quellen: Cassini und INSEE |      |      |      |      |      |      |      |      |

## Sehenswürdigkeiten
- Kirche Saint-Martin, 1160 bis 1170 erbaut, im 13. Jahrhundert umgebaut, seit 1862 Monument historique

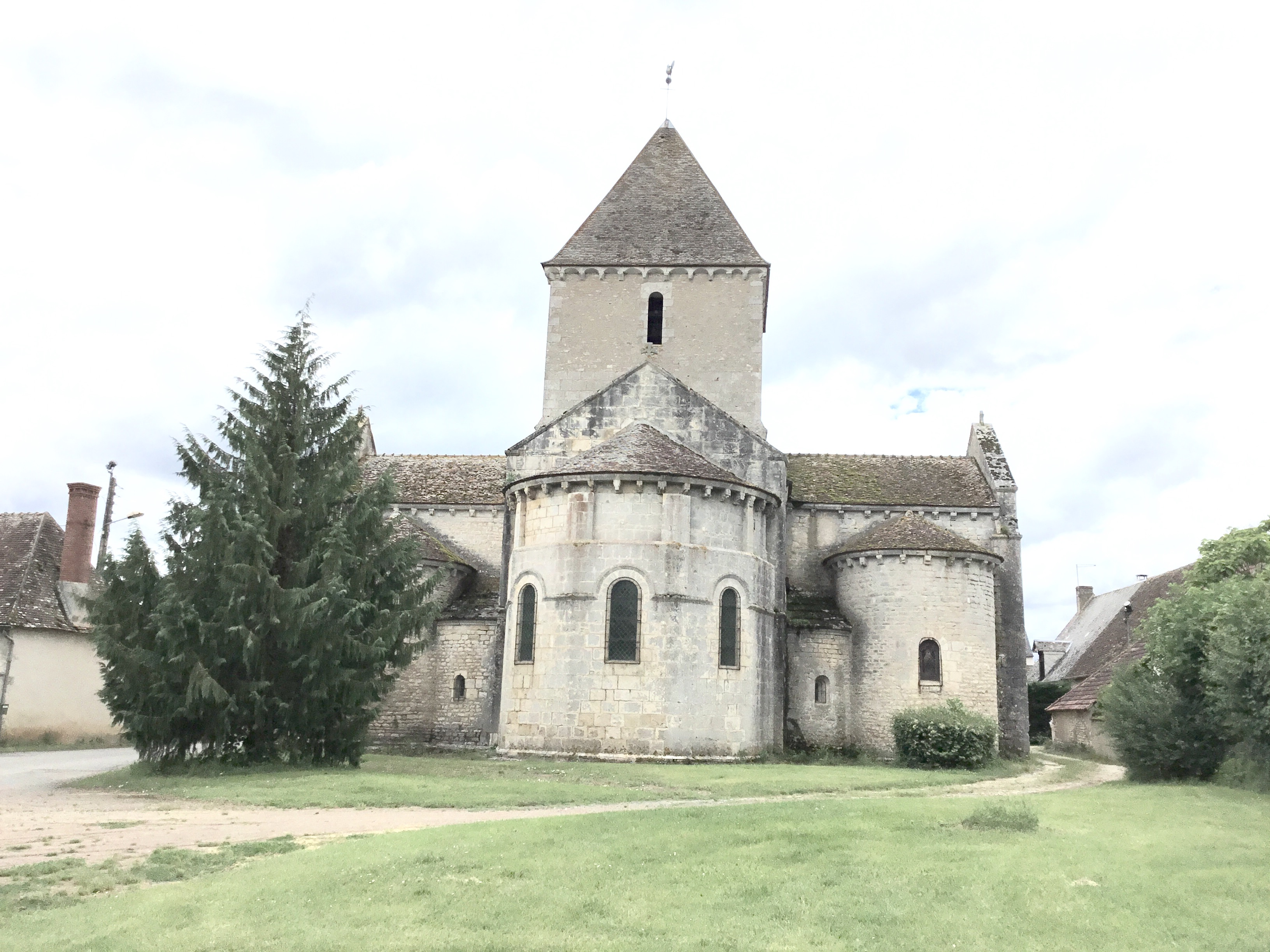
Kirche Saint-Martin
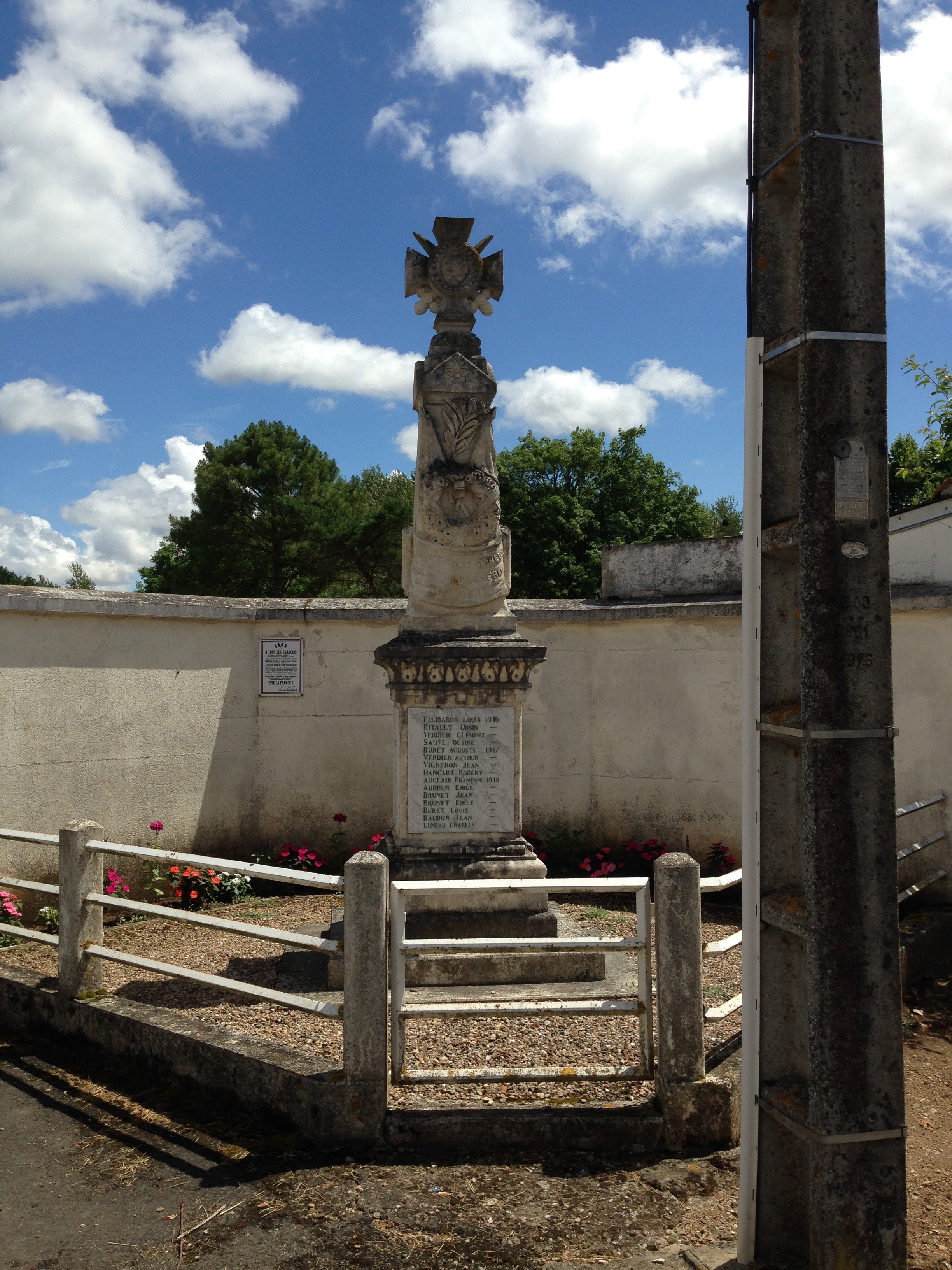
Gefallenendenkmal